# (36061) Haldane
(36061) Haldane ist ein Asteroid des äußeren Hauptgürtels, der am 11. September 1999 vom italienischen Astronomen Matteo Santangelo am Osservatorio Astronomico di Monte Agliale (IAU-Code 159) in Borgo a Mozzano entdeckt wurde.
Der Himmelskörper wurde am 13. April 2006 nach dem britischen theoretischen Biologen und Genetiker J. B. S. Haldane (1892–1964) benannt, der in den 1920er Jahren einer der Begründer der Populationsgenetik war.